# Urda (Toledo)
Urda ist ein Dorf und eine zentralspanische Gemeinde (municipio) mit 2.494 Einwohnern (Stand: 2024) in der Provinz Toledo in der Autonomen Gemeinschaft Kastilien-La Mancha.

## Lage
Urda liegt etwa 60 Kilometer südsüdöstlich von Toledo in der historischen Provinz La Mancha in einer Höhe von ca. 765 m am Río Amarguillo. 
Das Klima im Winter ist rau, im Sommer dagegen trocken und warm; der Regen (ca. 437 mm/Jahr) fällt überwiegend in den Wintermonaten.

## Bevölkerungsentwicklung
| Jahr      | 1970 | 1981 | 1991 | 2001 | 2011 | 2021 |
| Einwohner | 3393 | 3139 | 3115 | 3035 | 3074 | 2420 |

## Sehenswürdigkeiten
- Johannes-der-Täufer-Kirche
- Christus-Wallfahrtskirche (Santuario del Cristo de la Veracruz)

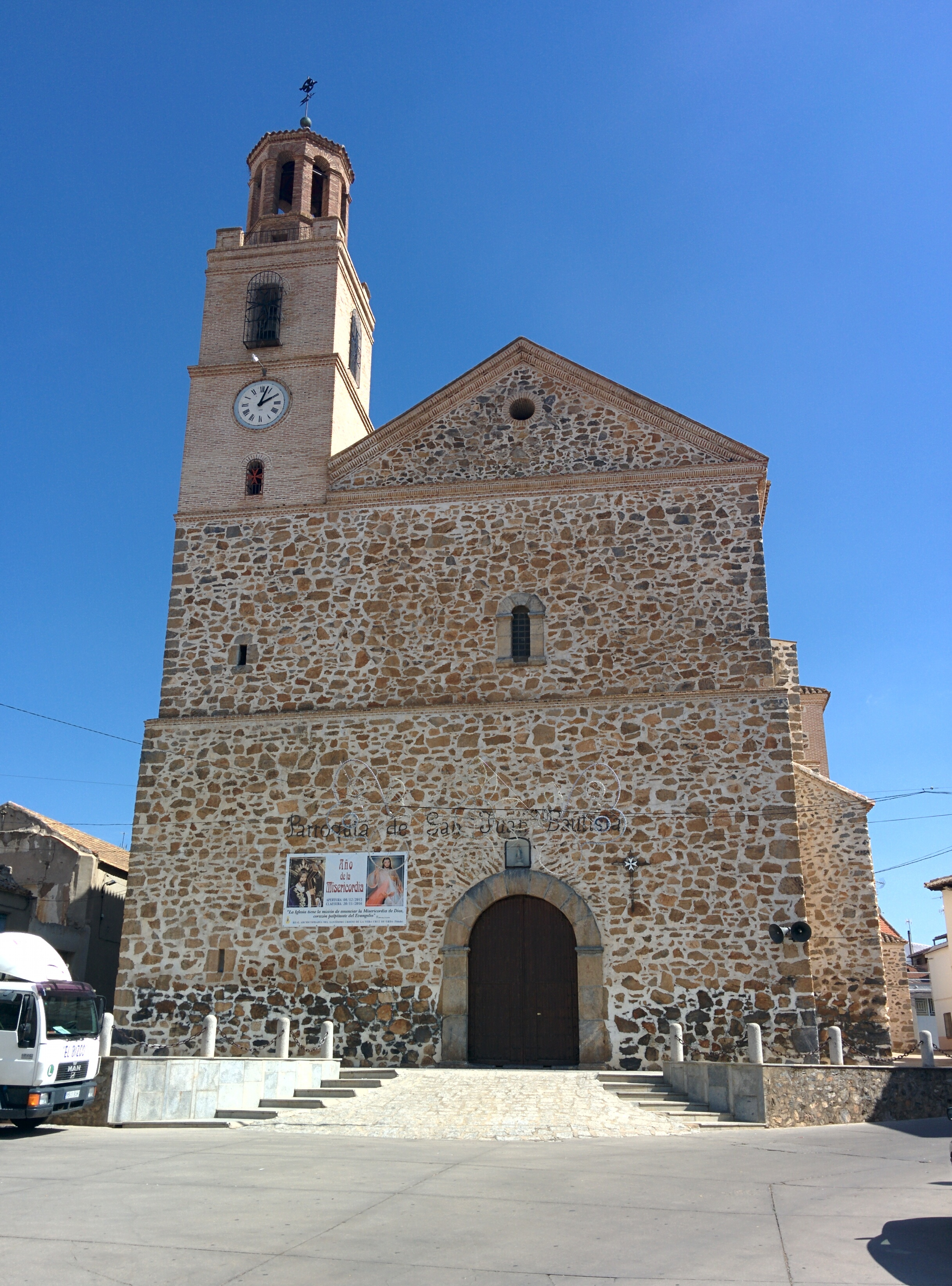
Johannes-der-Täufer-Kirche
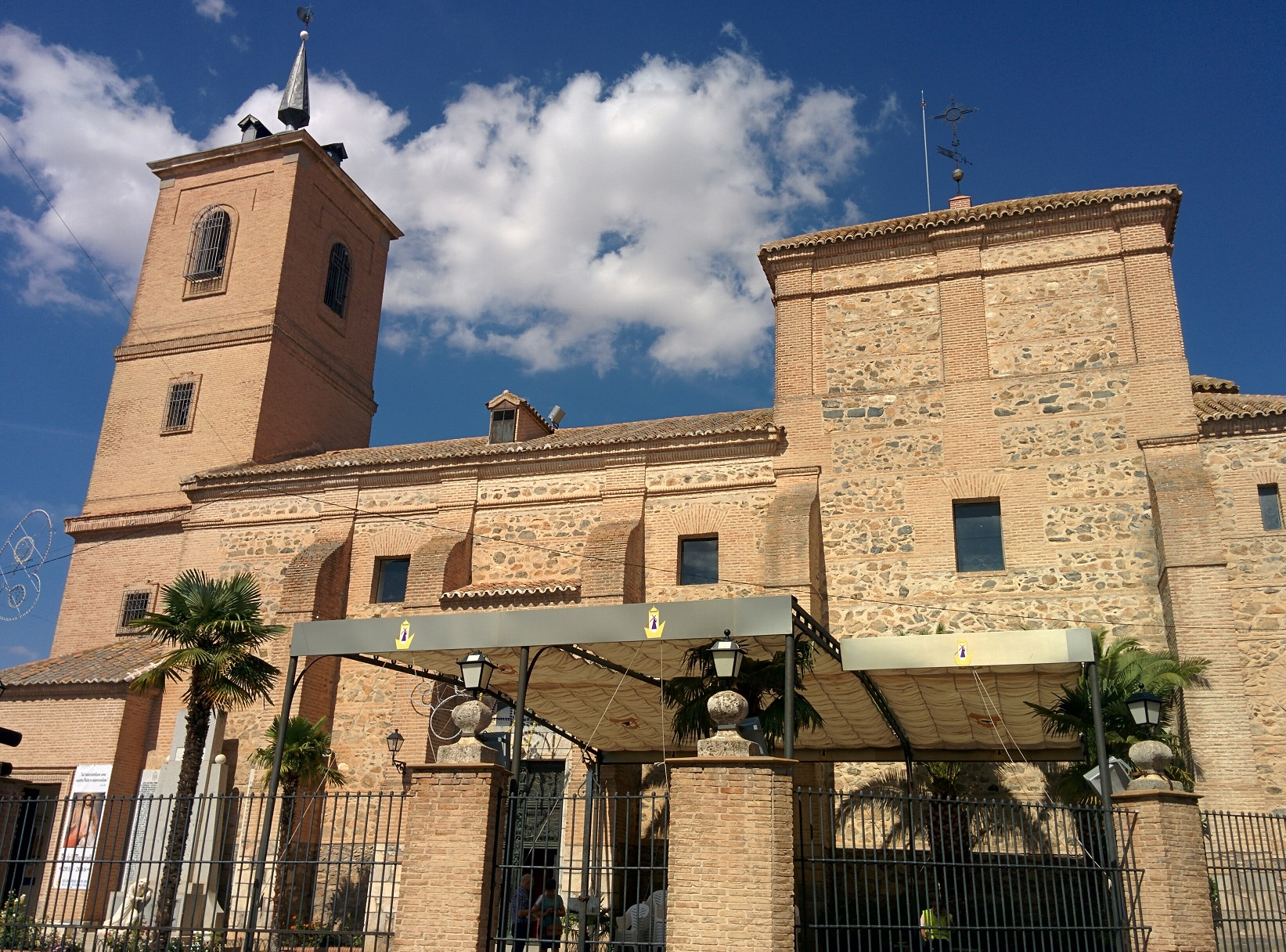
Christus-Wallfahrtskirche
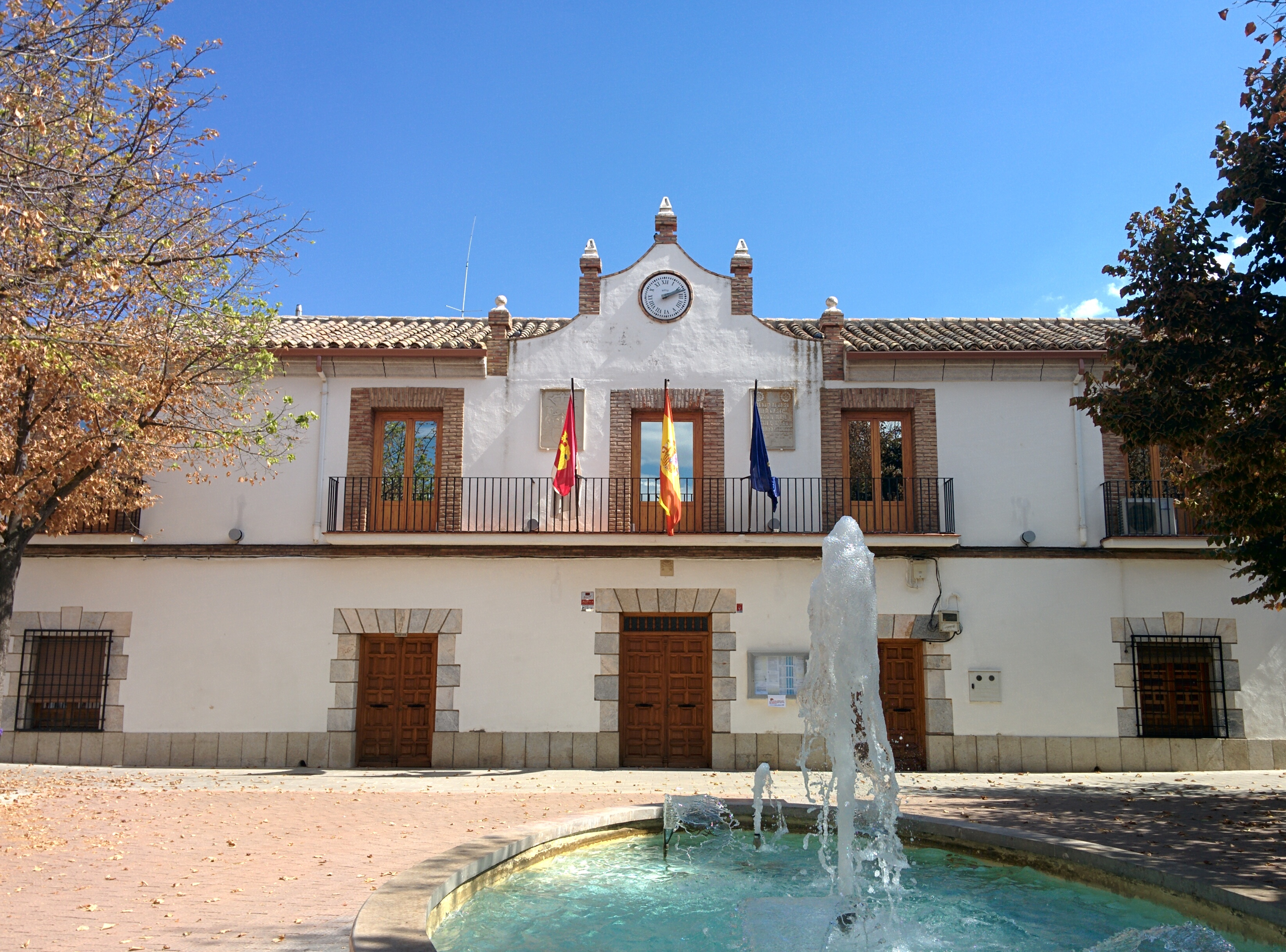
Rathaus

## Persönlichkeiten
- Cecilio Mariano Guerrero Malagón (1909–1996), Bildender Künstler
- Antonio Dorado Soto (1931–2015), Bischof von Guadix-Baza (1970–1973), von Cádiz-Ceuta (1973–1993) und von Málaga (1993–2008)